# أليغو فرنانديز
أليغو فرنانديز (بالإسبانية: Alejo Fernández)‏ هو رسام إسباني، ولد في 1475 في قرطبة في إسبانيا، وتوفي في 1545 في إشبيلية في إسبانيا.